# ويليام فريدريك هيس
ويليام فريدريك هيس (بالإنجليزية: William Frederick Hase)‏ هو عسكري أمريكي، ولد في 31 أغسطس 1874 في ميلواكي في الولايات المتحدة، وتوفي في 20 يناير 1935.